# Troy (Missouri)
Troy è un comune degli Stati Uniti d'America, situato nello Stato del Missouri, nella contea di Lincoln, della quale è il capoluogo.